# Sesión especial
Una sesión especial (también sesión extraordinaria) es un período cuando el cuerpo se reúne fuera de la sesión normal. Esto ocurre con mayor frecuencia para completar las tareas pendientes del año (a menudo retrasadas por el conflicto entre los partidos políticos), como esbozar el presupuesto del gobierno para el siguiente año fiscal, bienio u otro período. También se pueden convocar sesiones especiales durante una recesión económica para recortar el presupuesto. En otros casos, se puede convocar una sesión especial para abordar temas especiales o emergencias como guerra o desastres naturales.
Quien convoca a una sesión especial varía, siendo algunas por voto de la legislatura durante la sesión ordinaria, por el ejecutivo, o por el presidente de la legislatura o presidente. Las Naciones Unidas tienen sesiones especiales y sesiones especiales de emergencia.